# Sadocus brasiliensis
Sadocus brasiliensis is een hooiwagen uit de familie Gonyleptidae.